# Supernichons contre mafia
Pour plus de détails, voir Fiche technique et Distribution.
Supernichons contre mafia est un film de sexploitation policier américain réalisé par Doris Wishman et sorti en 1974.

## Synopsis
L'agent Jane Genet est obligée de reprendre du service afin de mettre fin aux activités d'un gang de mafieux. Elle est chargée d'identifier et d'éliminer les malfrats un à un. Pour mener à bien sa mission, un appareil photo lui est greffé dans le sein gauche.

## Fiche technique
- Titre : Supernichons contre mafia
- Titre original : Double Agent 73
- Réalisation : Doris Wishman
- Scénario : Judy J. Kushner et Doris Wishman
- Photographie : Nouri Haviv et C. Davis Smith
- Montage : Louis Burdi
- Musique : Cine Top
- Production : Doris Wishman
- Distribution : Something Weird Video
- Pays d'origine :  États-Unis
- Genre : Film policier de sexploitation
- Durée : 72 minutes
- Dates de sortie :
  -  États-Unis : 1974
  -  Allemagne : 23 mai 1975
  -  France : 13 février 2015 (DVD)

## Distribution
- Chesty Morgan : Jane Genet, l'agent 73
- Frank Silvano : Tim, Atlantis 7
- Saul Meth : Igor Stotsky
- Jill Harris : la petite amie de Jane
- Louis Burdi : Mark Chiaro
- Peter Savage : Bill
- Joseph Chiaro
- Denise Purcell : l'infirmière
- Donny Lee : Larry Koch